# Hamza Kettani
Pour les articles homonymes, voir Kettani.
Hamza Kettani, né le 28 septembre 1942 au Maroc, est un homme politique marocain affilié au parti de l'Union constitutionnelle. Il a été ministre des Postes et des Télécommunications dans le gouvernement Filali II de janvier 1995 à août 1997.

## Biographie
Après un baccalauréat scientifique, il s'envole à Damas (Syrie) où il obtient un diplôme en physique-chimie à l'université de Damas en 1962. En 1965, il obtient un doctorat en chimie minérale à la faculté des sciences de Paris.
En 1968, il devient maître de conférences à l'université Mohammed V de Rabat. Il est ensuite nommé chef du département « génie minéral » à l'école Mohammadia d'ingénieurs (EMI) de 1970 à 1975, puis, directeur de l'école de 1975 à 1982. Il assure également des cours à l'université Laval au Québec en 1970 et à l'université de Berkeley en Californie en 1972 en tant que professeur invité. Depuis 1972, il est un consultant à l'Organisation des Nations unies pour l'éducation, la science et la culture (UNESCO) sur la formation technique.
En janvier 1995, il devient ministre des Postes et des Télécommunications dans le gouvernement Filali II. Il travaille notamment sur le projet de la privatisation du secteur des télécommunications au Maroc. en août 1997, Abdeslam Ahizoune lui succède au poste dans le gouvernement Filali III.
Lors des élections législatives de 1997, il se présente et perd le scrutin sous les couleurs de l'Union constitutionnelle dans la circonscription de Youssoufia à Rabat.